# Jim Brennan
James Gerald Brennan (ur. 8 maja 1977 w East York) – kanadyjski piłkarz występujący na pozycji obrońcy. Obecnie asystent trenera w Toronto FC.

## Kariera klubowa
Brennan seniorską karierę rozpoczął w 1995 roku we włoskim klubie US Sora z Serie C1. W 1996 roku przeszedł do angielskiego Bristolu City, występującego w Division Two. W 1998 roku awansował z nim do Division One. W 1999 roku wrócił wraz z zespołem wrócił jednak do Division Two. W Bristolu spędził 3 lata.
W październiku 1999 roku Brennan odszedł do Nottingham Forest z Division One. Zadebiutował tam 30 października 1999 roku w przegranym 0:1 pojedynky z Barnsley. W 2001 roku, od marca do maja, przebywał na wypożyczeniu w Huddersfield Town (Division One). Potem wrócił do Nottingham i jego barwy reprezentował jeszcze przez 2 lata.
W 2003 roku Brennan podpisał kontrakt z Norwich City, również występującym w Division One. W 2004 roku awansował z nim do Premier League. W tych rozgrywkach zadebiutował 1 listopada 2004 roku w zremisowanym 1:1 spotkaniu z Manchesterem City. W 2005 roku spadł z zespołem do Championship. W Norwich spędził jeszcze pół roku. W styczniu 2006 roku został zawodnikiem innego klubu Championship, Southamptonu. Grał tam do końca sezonu 2005/2006.
We wrześniu 2006 roku Brennan podpisał kontrakt z grającym w MLS kanadyjskim zespołem Toronto FC, stając się jednocześnie pierwszym zawodnikiem klubu w historii. 4 kwietnia 2007 przeciwko CD Chivas USA (0:1) zaliczył pierwszy mecz w MLS. Natomiast 27 maja 2007 roku w zremisowanym 2:2 spotkaniu z Columbus Crew strzelił pierwszego gola w MLS. W 2010 roku zakończył karierę.

## Kariera reprezentacyjna
W reprezentacji Kanady Brennan zadebiutował 27 kwietnia 1999 roku w zremisowanym 1:1 towarzyskim meczu z Irlandią Północną. 2 września 1999 roku w wygranym 1:0 towarzyskim spotkaniu z Jamajką strzelił pierwszego gola w kadrze. W 2000 roku został powołany do kadry na Złoty Puchar CONCACAF. Zagrał na nim 5 razy, a Kanada została zwycięzcą turnieju.
W 2001 roku był uczestnikiem Pucharu Konfederacji. Wystąpił na nim we wszystkich 3 meczach swojej drużyny, która odpadła z turnieju po fazie grupowej. Podczas Złotego Pucharu CONCACAF w 2005 roku rozegrał 2, a Kanada zakończyła turniej na fazie grupowej.
W latach 1999–2008 w drużynie narodowej Brennan rozegrał 49 spotkań i zdobył 6 bramek.